# Maščobno telesce
Maščobno telesce (Corpus adiposum) je razpršeno tkivo oz. organ pri nekaterih členonožcih, ki ga sestavljajo v glavnem založne celice in je razporejeno po različnih delih telesa teh živali. Njegovi glavni vlogi sta skladiščenje in pretvorba hranil (intermediarna presnova), zaradi česar ga pogosto opisujejo kot kombinacijo maščobnega tkiva in jeter pri človeku. Vendar pa ima lahko tudi številne druge vloge, kot so regulacija presnove z izločanjem hormonov, sistemska imunost, sinteza rumenjaka za jajčeca in zavetje za simbiontske mikroorganizme. Ima mezodermalni izvor in ga običajno sestavlja omrežje tankih plošč, trakov ali grudic, ki jih vezivno tkivo in traheje držijo v hemocelu, tako da je večina celic v neposrednem stiku s hemolimfo, prek katere poteka izmenjava snovi. Tesno je povezan z epidermisom, prebavili, izločali in jajčniki.
Njegova prisotnost, zgradba, celična sestava, lokacija in vloge se močno razlikujejo pri različnih členonožcih, celo med različnimi vrstami znotraj istega rodu ali med različnimi razvojnimi stadiji istega osebka, kjer lahko posamezne ali vse vloge prevzemajo drugi specializirani organi. Najbolj izrazito in tudi najbolje preučeno je pri žuželkah, kjer ima ključno vlogo pri presnovi. Odkrito je bilo tudi pri pipalkarjih, rakih in vseh glavnih skupinah stonog, vendar ne v vseh nižjih taksonih.